# 塞瓦斯托波尔大道
塞瓦斯托波尔大道（Boulevard de Sébastopol）是法国巴黎市中心区南北走向的主要轴线和交通干道，有4个车道（其中一个是公交车道），是第一区和第二区与第三区和第四区的分界线，也是玛莱区（Le Marais）和Les Halles的分界线。
该路全长1.3km，起于夏特雷广场（place du Châtelet），止于Saint-Denis大道，然后延伸为斯特拉斯堡大道（Boulevard de Strasbourg）。 

## 历史
塞瓦斯托波尔大道是19世纪中叶奥斯曼男爵改建巴黎时修建的最重要道路之一，通往Gare de l'Est。
1854年该路开辟时命名为中央大道（Boulevard du Centre）。1855年9月8日拿破仑三世的军队在克里米亚的塞瓦斯托波尔获胜后，将该路改为今名。 